# Sergestes henseni
Sergestes henseni är en kräftdjursart som först beskrevs av Ortmann 1893.  Sergestes henseni ingår i släktet Sergestes och familjen Sergestidae. Inga underarter finns listade i Catalogue of Life.